# Каспијско језеро
Каспијско језеро (код Парса и туркијских народа названо Хазарско море) је највеће језеро на Земљи из тог разлога неки га називају и Каспијско море (рус. Каспийское море), између Европе и Азије, с површином од 371 000 km². Северни део језера је плитак око 22 m, јер га попуњавају наноси реке Волге, а јужни је дубљи, до 995 m. Површина језера је 28 m испод нивоа мора (светског океана). У језеро се уливају реке Волга, Урал, Терек и Кура, међутим прилив слатке воде је мањи од количине воде која испари. Резултат је негативни водни биланс који је видљив у површини језера које је 1930. године било 442.000 km², а 1980. године 368.000 km².
Каспијско језеро је слано и у ствари је затворено море. Салинитет варира и износи од 0,05 ‰ на ушћу Волге до 11—13 ‰ на југоистоку. Међутим и то је свега трећина салинитета морске воде.
На обалама Каспијског језера налазе се државе:
- Русија (републике Дагестан и Калмичка те Астраханска област)
- Иран (покрајине Гилан, Мазандаран и Голестан)
- Азербејџан
- Туркменистан
- Казахстан

Северно и источно од језера налазе се степе средње Азије. На источној обали се налази залив Кара-Богаз Гол. Саобраћај на Каспијском језеру је добро развијен, а важан је и риболов. Каспијски басен спада у највеће светске резерве нафте и гаса.

## Физичке карактеристике

### Формирање
Каспијско језеро, попут Црног мора, Намак језера, и Урмијског језера, је остатак древног Паратетиског мора. До његовог потпуног окруживања копном је дошло пре око 5,5 милиона година услед тектонског подизања и пада нивоа мора. Током топлих и сувих климатских периода, море окружено копном се скоро исушило, депонујући евапоритске седименте као што је халит који су били покривени ветром нанесеним депозитима и били су запечаћени као евапоратне депресије кад су хладне, влажне климе поновно напуниле базен. (Упоредиви евапоратни слојеви леже под Медитераном.) Услед константног прилива свеже воде, Каспијско море је слатководно језеро у својим северним деловима, и највећи део соли је на иранским обалама, где слив има мали приток. У данашње време, просечни салинитет Каспијског језера је на нивоу једне трећине Земљиних океана. Кара-Богаз Гол залив се исушио кад је вода из главног тела Каспијског језера била блокирана током 1980-их, али је од тада залиб био обновљен, мада рутински десетоструко премашује океански салинитет.

### Географија
Каспијско језеро је највеће копнено водено тело на свету и сачињава 40 до 44% укупних језерских светских вода. Обале Каспијског језера деле Азербејџан, Иран, Казахстан, Русија, и Туркменистан. Каспијско језеро је подељено на три различите физичке регије: северну, средишњу и јужну. Северно–средишња граница је Мангушлашки праг, који иде преко Чеченског острва и Тиуб-Караганског рта. Средишњо–јужна граница је Апшеронски праг, водени праг тектонског порекла између Евроазијског континента и океанских остатака, који иде кроз Зилојско острво и рт Куули. Кара-Богаз Гол залив је слана источна увала Каспијског језера, која је део Туркменистана. Тај залив је више пута био самостално језеро услед теснаца који га одсецају од Каспијског језера.
Разлике између три региона су драматичне. Северно Каспијско језеро обухвата само Каспијски праг, и веома је плитко; оно сачињава мање од 1% укупне водене запремине са просечном дубином од само 5—6 m (16—20 ft). Језеро се приметно спушта идући према средишњем делу, где је просечна дубина 190 m. Јужно Каспијско језеро је најдубље, са океанским дубинама од преко 1000 m, што знатно надмашује дубину других регионалних мора, као што је Персијски залив. Средње и јужно Каспијско језеро сачињавају 33% и 66% укупне водене запремине. Северна порција Каспијског језера се типично залеђује током зиме, а током хладнијих зима се лед формира и на југу.
Преко 130 река се улива у Каспијско језеро, при чему је Волга највећа. Њој следе река Урал, која тече са севера, и река Кура која тече са запада. У прошлости, Аму Дарја (Оксус) из централне Азије на истоку често је мењала курс и уливала се у Каспијско море кроз сада исушено речно корито звано река Узбој, као што је случај и са реком Сир Дарја даље на север. Каспијско језеро има мноштво мањих острва; она су првенствено лоцирана на северу и имају колективну копнену површину од око 2.000 km2 (770 sq mi). У суседству Каспијског мора је Каспијска депресија, ниско лежећи регион 27 m испод нивоа мора. Централно Азијске степе протежу се дуж североисточне обале, док Кавкаске планине грле западну обалу. Биоми на северу и истоку су карактерисани хладним, континенталним пустињама. За разлику од тога, клима на југозападу и југу је генерално топла са неравномерном елевацијом услед мешавине висоравни и планинских масива. Драстична промена климе дуж Каспијског језера је довела до знатне биолошке разноврсности у региону.
Каспијско језеро има бројна острва, али су сва у близини обала, и ни једно није у дубљим деловима језера. Ада Огурџа је највеће острво. Оно је 37 km дуго. На њему се слободно крећу газеле. У северном Каспијском језеру, већина острва су мала и ненасељена, попут Тјуленијског архипелага, једне важне области за птице (IBA), мада нека од њих имају људске насеобине.

### Хидрологија
Каспијско језеро има карактеристике мора и језера. Оно се често наводи као највеће језеро на свету, мада оно није слатководно језеро. Оно садржи око 3,5 пута више воде, по запремини, од свих пет северно америчких Великих језера заједно. Каспијско језеро је једном било део океана Тетис, али је постало окружено копном пре око 5,5 милиона година услед тектонике плоча. Река Волга (око 80% прилива) и река Урал се уливају у Каспијско језеро, али оно нема природног одлива осим путем евапорације. Стога је каспијски екосистем затворени слив, са својом сопственом историјом нивоа мора која је независна од еустатичког нивоа светских океана.
Ниво Каспијског језера је падао и растао, често брзо, много пута током векова. Неки руски историчари наводе да је средњовековно подизање нивоа Каспијског језера, можда узроковано тиме што је Аму Дарја мењала свој доток од 13. до 16. века, узрокујући да обалски градови Хазарије, као што је Итил, буду поплављени. Године 2004, ниво воде је био 28 m испод нивоа мора.
Током векова, нивои Каспијског мора су се мењали у складу са процењеним уливима Волге, који су зависили од количине падавина у њеном огромном сабирном сливу. Преципитација је повезана са варијацијама у количини северно атлантских депресија које досежу у унутрашњост, а на њих утичу циклуси осцилација северног Атлантика. Стога су нивои Каспијског језера повезани са атмосферским условима у Северном Атлантику, хиљадама километара на северозападу.
Задњи краткотрајни циклус нивоа мора је започео са падом морског нивоа од 3 m од 1929 до 1977, чему је следио пораст од 3 m 1977 до 1995. Од тада је дошло до мањих осцилација.

### Деградација животне средине
Река Волга, која је највећа у Европи, дренира 20% Европске земљишне површине и извор је 80% каспијског улива. Њени доњи токови су веома развијени са бројним нерегулисаним испуштањима хемијских и биолошких загађења. Иако су постојећи подаци су ретки и сумњивог квалитета, постоји довољно доказа који сугеришу да је Волга један од главних извора прекомерног загађења у Каспијског језера.
Магнитуда екстракције фосилних горива и транспортне активности на Каспијском језеру представљају ризик за животну средину. Острво Вулф у близини Бакуа, на пример, је претрпело еколошку штету услед петрохемијске индустрије; тиме је знатно смањен број врста морских птица у тој области. Постојећи и планирани нафтоводи и гасоводи испод мора додатно повећавају потенцијалне претње животној средини.
Поље Владимир Филановски у руској секцији воденог тела је утврђено да има богате залихе нафте 2005. године. То се сматра највећим открићем нафте у задњих 25 година. Октобра 2016 је објављено да ће Лукоил почети са продукцијом у том региону.

## Фауна
Флора и Фауна Каспијског језера и околина разнолика је и изузетно занимљива. На овом језеру станишта имају каспијски галебови и каспијска чигра. Овде пролазе светске маршруте миграције птица селица а налазе се и многе јединствене врсте животиња као што је каспијска фока. Како је језеро јако дуго било изоловано, развиле су се многе ендемске врсте риба међу којима су најпознатије различите врсте древне јесетре, каспијска бела риба, каспијски лосос и плави ципал. Каспијски црни кавијар један је од најпознатијих специјалитета, изузетно тражен и цењен и у другим деловима света.
- Царство кавијара и јесетра једна од најстаријих врста риба[22]

Јесетре насељавају Каспијско језеро у великом броју. Јесетра је типична по истуреном кљуну и назупченим леђима (подсећа на кечигу само што може да буде много већа). Највеће залихе ове рибе су управо у Каспијском језеру, где се налази око 90% светске популације јесетри. Најбољи кавијар, бисерно-црне боје добија се од икре јесетре, рибе којом обилује Каспијско језеро. Кавијар је Русији познат одвајкада, тамошњи рибари су научили да га праве још у 12. веку. Црни кавијар се сматрао националним симболом Русије. За време цара Ивана Грозног он је, као и јесетра постао обавезни атрибут царске трпезе. А од 16. века, пошто ју је пробао папа Јулије II, кавијар се појавио и на столовима европских царева.
Са развојем Руског царства улази као мода у исхрану широм Европе и Америке. Каспијски црни кавијар један је од најпознатијих специјалитета, изузетно тражен и цењен у другим деловима света. Двадесет шест врсти јесетре непосредни су генетски наследник праисторијских риба и могу да живе до сто година. Њихово месо је врло укусно и тражено, а икра се већ вековима служи на источњачким трпезама. Становници око каспијског језера стрпљиво чекају, да им моћно каспијско језеро подари икру јесетре. Кажу да је потребно много стрпљења да се дочека тренутак да се мрести риба.
- Зебраста шкољка - (Dreissena polymorpha)

Ова шкољка пореклом је из језера јужне Русије. Претпоставља се да се проширила путем страних бродова. Може да постигне бројност до 700.000 појединаца по метру квадратном. Настањује се на тврдим предметима, које у потпуности покрива. Врло често се закачи на неку домаћу шкољку и просто је угуши. Хватају се на чврсте предмете и стварају проблеме код брана и цеви које су потопљене у води. Величине је нокта или до 2 цм. Име је добила због пругастих шара и умногоме личи на неке врсте морских шкољки. Има их у три боје.
- Каспијска фока - (Pusa caspica)

Каспијска фока је једини морски сисар пронађен у Каспијском језеру и нигде више на свету. Пошто је северни басен свега неколико метара дубок и замрзава током зиме, чини одлично станиште фока са својим леденим површинама на води. За разлику од друге врсте, ове фоке не копају јазбине за младунце јер обично нема довољно снега за то.
- Каспијски тигар

Последњи пут је виђен крајем педесетих година прошлог века, тако да се то рачуна као период њиховог изумирања, иако постоје тврдње да су и касније виђани. Некада, око Каспијског језера, могао је да се види овај јединствен тигар како долази на појило. Још увек постоје приче очевидаца да тигрови постоје у шумама Туркменистана, али те приче нису потврђене чињеницама. Три подврсте тигра - тигар са Балија, са Јаве и каспијски тигар - су нестале у последњих 70. година, а опстанак још шест није сигуран. Кости и делови тела тигра користе се у традиционалној медицини Далеког истока. Стручњаци су сматрали да уопштено сви дивљи тигрови би могли да нестану уколико се не предузму мере за заштиту њихових станишта. Међутим данас ситуација са тигровима у великој мери је побољшана.
- Еколошке опасности по језеро

У Каспију постоје три еколошке опасности. Прва су ловокрадице, уништавање рибе, у првом реду јесетре, и каспијске фоке. Њена бројност се смањила у постсовјетско време десет пута. Друга је то што на његовим обалама и на дну постоје нафта и гас. Компаније теже да их ваде, а трошкове експлантације, пре свега загађење да отписују на стране конкуренте. Нафта се разлива по мору, а гас садржи много сумпора. Тровање воде и ваздуха сумпором је велико и тиме се не угрожавају само фоке. Трећа претња је глобално загревање и увећање исушивања оних места одакле према мору теку реке. Умањење слива ће значити да ће језеро постати плиће, тиме и појаве бившег дна по којем ветар тера гомиле соли. Проблеми Каспија захтевају напоре не просто регионалне, већ глобалне.